# Phycus brunneus
Phycus brunneus är en tvåvingeart som först beskrevs av Christian Rudolph Wilhelm Wiedemann 1824.  Phycus brunneus ingår i släktet Phycus och familjen stilettflugor. Inga underarter finns listade i Catalogue of Life.